# 石川賢
石川賢（原名：石川賢一，1948年6月28日—2006年11月15日）是日本的漫畫家。在栃木縣那須郡烏山町（現為那須烏山市）出生。主要的作品有《三一萬能俠》、《魔獸戰線》、《虛無戰記》、《極道兵器》等。他與永井豪創作的漫畫《蓋特機器人》被喻為合體機器人的始祖。
2006年11月15日於晚宴後的高爾夫球活動中暈倒，送院後不治，終年58歲。

## 逝世與悼念
石川賢於2006年11月15日一個晚宴後的高爾夫球活動中暈倒，送院治理後不治。石川逝世後，漫畫、動畫界均對其離世感到痛心。中島一貴於葬禮上表示自己是石川賢的頭號粉絲，創作《天元突破 紅蓮螺巖》時均受到《蓋特機器人》的影響。
庵野秀明指石川賢的作品帶給他不少的參考。
2011年，上映石川賢同名漫畫改編的真人電影《極道兵器》，紀念石川賢逝世。